# Bäckerpfuhl Schöneiche

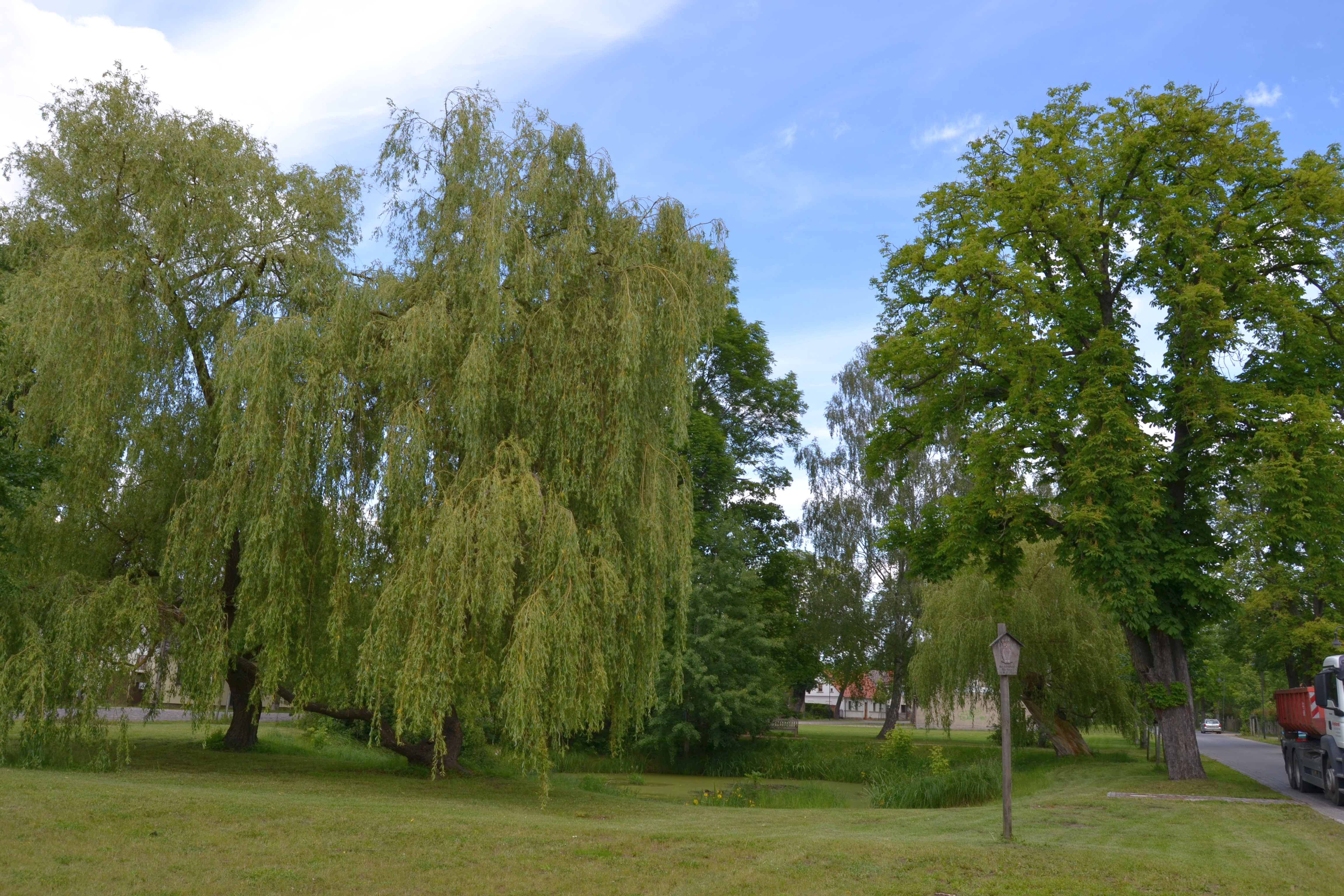
Der Bäckerpfuhl auf dem Dorfanger.

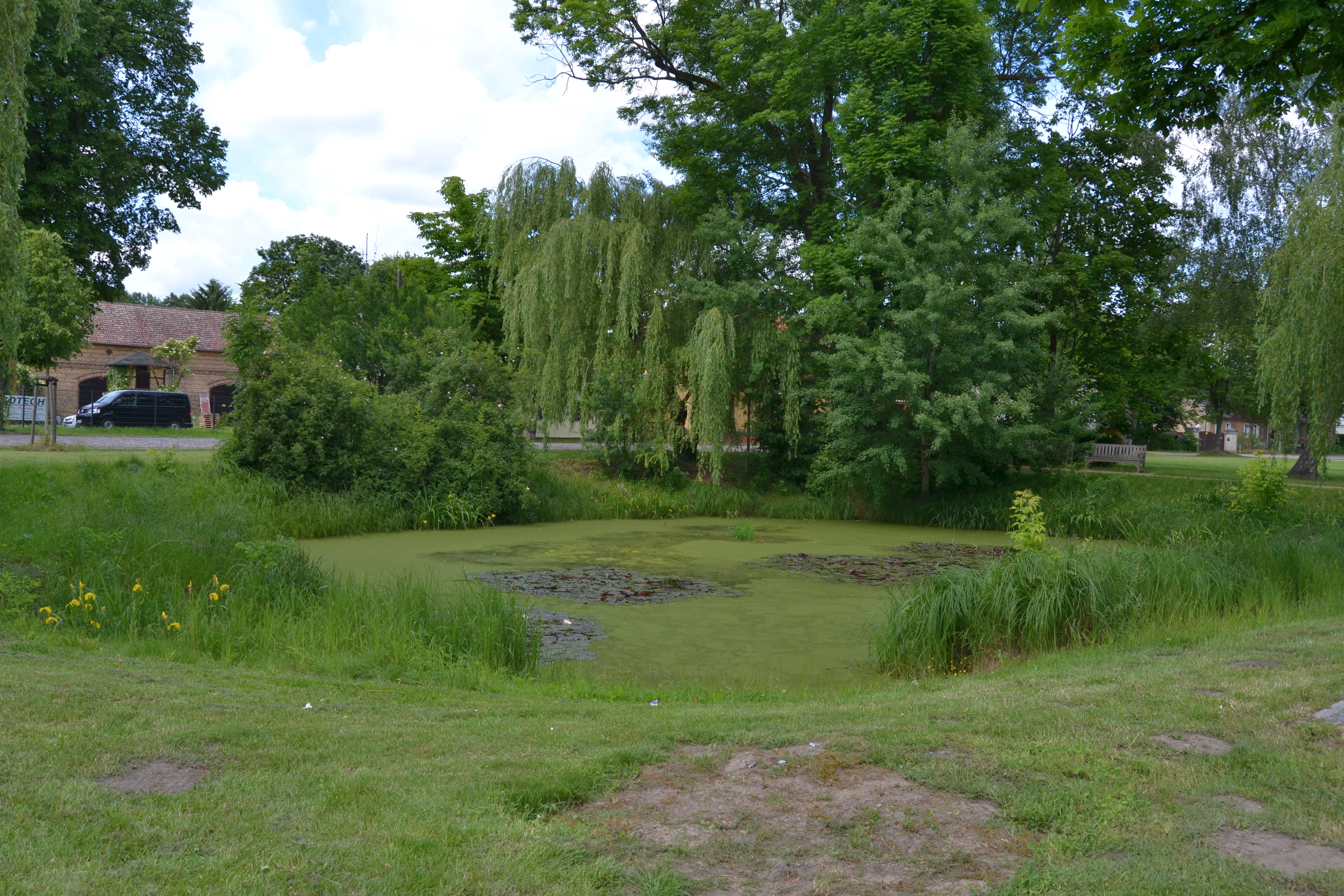
Der Bäckerpfuhl im Juni mit blühendem Kalmus.

Der Bäckerpfuhl ist der ehemalige Dorfteich von Kleinschönebeck, heute Ortsteil von Schöneiche bei Berlin.
Der Bäckerpfuhl liegt auf dem Dorfanger des ehemaligen Bauerndorfes Kleinschönebeck, gegenüber der alten Dorfkirche und der Schule. Der Teich erhielt seinen Namen nach einem ihm ehemals gegenüber liegenden Bäckereigeschäftes. Zuvor war der kleine Teich als Dorfteich bekannt, was sich auf lange Sicht bei der Vielzahl kleiner Teiche und Sölle in Schöneiche als nicht praktikabel erwiesen hatte. Der Teich war in der DDR-Zeit stark heruntergekommen und wurde in den Jahren nach der Wende wieder renaturiert. Heute ist er zum einen ein zentraler Erholungsort der Gemeinde, andererseits auch wieder Brutplatz für Frösche und Insekten. Für Vögel ist der von wenigen Bäumen umstandene Teich nur als temporärer Aufenthaltsort, wegen der fehlenden Ruhe an der zentralen Stelle des Ortes aber weniger als Brutplatz geeignet. Die Uferzonen des Teiches sind mit Schilf bewachsen, zudem wurde an einer Stelle Kalmus angepflanzt. Zudem wachsen Seerosen im Teich. Während der Teich früher im Sommer trocken fiel, wird er heute durch den Zufluss von Regenwasser aus der Region ebenso wie der wenig entfernt liegende Priesterpfuhl heute das ganze Jahr über gespeist. 